# Yún shǔi yáo
Yún shǔi yáo é um filme de drama chinês de 2006 dirigido e escrito por Yin Li. Foi selecionado como representante da China à edição do Oscar 2007, organizada pela Academia de Artes e Ciências Cinematográficas.

## Elenco
- Chen Kun - Chen Qiushui / Chen Kunlun
- Vivian Hsu - Wang Biyun
  - Gua Ah-leh - Wang Biyun (velho)
- Li Bingbing - Wang Jindi
- Chin Han - Wang Tingwu
- Yang Kuei-mei - Xu Fengniang
- Isabella Leong - Wang Xiaorui
- Steven Cheung - Xue Zilu
- Athena Chu - Mrs. Wang